# Gruczoł szczękowy
Gruczoł szczękowy, gruczoł skorupkowy – parzysty narząd wydalniczy występujący u niektórych skorupiaków, zwykle alternatywnie do gruczołów czułkowych, choć u lasonogów (Mysidacea) występują te oba typy gruczołów jednocześnie. Z kolei u małżoraczków (Ostracoda) gruczołom szczękowym towarzyszą uwstecznione gruczoły czułkowe.
Pełni on funkcję filtracyjną i sekrecyjną (wydzielniczą). Zbudowany jest z pofałdowanego woreczka oraz długiego i poskręcanego kanalika wyprowadzającego, uchodzącego nefrydioporem, otwierającego się u nasady II pary szczęk.